# Sigara douglasensis
Sigara douglasensis är en insektsart som först beskrevs av Hungerford 1926.  Sigara douglasensis ingår i släktet Sigara och familjen buksimmare. Inga underarter finns listade i Catalogue of Life.